# Konrad Brekewoldt (Bürgermeister)

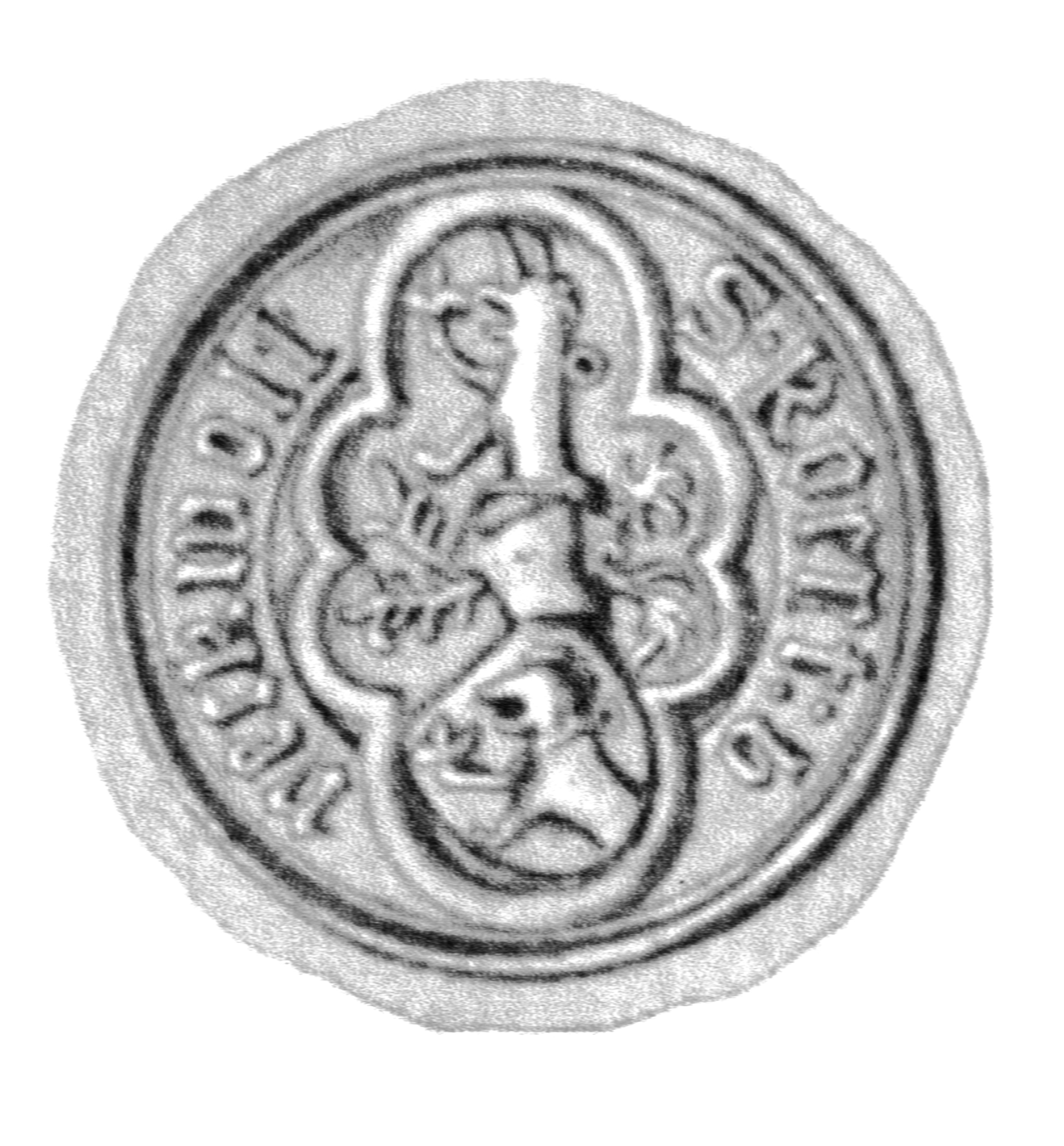
Siegel des Bürgermeisters Brekewoldt

Konrad Brekewoldt, auch Cord Brekewold(t) (* 1350 in Lübeck; † 19. Dezember 1447 ebenda) war ein deutscher Ratsherr und Bürgermeister der Hansestadt Lübeck.

## Leben
Dem Lübecker Rat gehörte er von 1406 bis 1408 und nach Rückkehr des Alten Rates 1416 bis zu seinem Tod an. Er blieb bei den bürgerlichen Unruhen 1408 in der Stadt und gehörte zu den Ratsherren, die am 25. April 1408 in Mölln verhandelten. Der Klage des Alten Rates gegen den Neuen Rat von 1408 vor dem Reichshofgericht schloss er sich nicht an. 1416 bei Rückkehr des Alten Rates hatte er gemeinsam mit dem Ratsherrn Ditmar von Thünen den etwaigen Mehrwert der vom Neuen Rat enteigneten Grundstücke der Mitglieder des Alten Rates zu schätzen, die zwischenzeitlich baulich verändert worden waren. 1417 wurde er zum Lübecker Bürgermeister gewählt und vertrat die Stadt in der Folge bei vielen diplomatischen Missionen: 1417 bei König Erich VII. von Dänemark, im gleichen Jahr war er gemeinsam mit Tidemann Steen in Gottorf und ein weiteres Mal gemeinsam mit Hinrich Rapesulver und Tidemann Steen in Flensburg und Gottorf, wo es gelang, mit König Erich und den schleswig-holsteinischen Herzögen einen Waffenstillstand zu vereinbaren. Ebenfalls 1417 vereinbarte er noch Ende 1417 in Hamburg einen Vergleich im Streit zwischen dem Rat und der Gemeinde. Im Februar 1418 vertrat er die Stadt in Hamburg bei Verhandlungen über Themen der Hanse und in Stade mit Abgesandten Bremens, aber auch in Stade war Streit zwischen Rat und Gemeinde der Stadt zu schlichten. 1418 war er erneut in Hamburg. 1426 vermittelte er zwischen Herzog Wilhelm von Calenberg und dem Erzbischof Nikolaus von Bremen. 1427 war er im Auftrage der Stadt und der Hanse zu Verhandlungen mit den preußischen Städten der Hanse und dem Hochmeister des Deutschen Ordens bei diesem. 1430 bemühte er sich in Wismar um die Wiedereinsetzung des Alten Rates dort. Er vertrat die Stadt seit 1417 auf zahlreichen Hansetagen. 1435 vermittelte er einen Vergleich zwischen Herzog Adolf von Schleswig und den Bewohnern der Insel Fehmarn.
Er erhielt außerdem gemeinsam mit den übrigen Bürgermeistern 1439 einen von König Albrecht II. gestifteten Orden.
In einer Urkunde vom 13. November 1443 heißt es: "Die Witwe Berte, Tochter des verstorbenen Volrad von Ritzerau, verkauft unter Vorbehalt des Rückkaufs an Konrad Brekewoldt, Bürgermeister zu Lübeck, und dessen Sohn Cord Brekewoldt, eine jährliche Rente von 27 Mark lübsch aus ihrem Dorf und Gut Lüchow im Kirchspiel Sandesneben für 450 Mark. Mitlober: die Brüder Hans und Otto von Ritzerau, Vettern der Witwe, Gerd von Krummesse zu dem Anker, Luder Dargitz zu Mustin, Hartwig Parkentin zu Gudow und Hartwig von Krummesse zu Klempau, Knappen."
Konrad Brekewoldts Geschäft als Gewandschneider ging mit seiner Wahl zum Ratsherrn an seine Söhne über. Er war Mitglied der patrizischen Lübecker Zirkelgesellschaft und soll ein hohes Alter erreicht haben, die alte Lübecker Ratslinie spricht Fehling zufolge von „fast 100 Jahren“; allerdings lässt sich das von Fehling angegebene Todesdatum 19. Dezember 1447 und die in der Ratslinie für nach 1436 angegebenen Tätigkeiten und Ehrungen aufgrund des zwar nicht erhaltenen, aber dokumentierten Grabsteins in der Petrikirche mit dem dort überlieferten Todesjahr 1436 nicht halten. 

Er bewohnte das Haus Breite Straße 95. 1399 erwarb er Ländereien in den Dörfern Lüchow und Labenz in Lauenburg. In Testamenten Lübecker Bürger wird er mehrfach als Urkundszeuge und als Vormund aufgeführt.

## Familie
Konrad Brekewoldt war Sohn des Lübschen Gewandschneiders und Bürgermeisters (1356) Hartwig Brekewoldt (* 1310 in Lübeck; † vor 1368 in Lübeck) und dessen Ehefrau Margarete Make (* 1315), welche 1340 in Lübeck heirateten.
1385 heiratete er in Lübeck. Seine Frau, Witwe des Hermann Schumacher (Bürger in Lübeck) wurde 1360 geboren.
Aus dieser Ehe sind folgende Kinder bekannt:
- Werner Brekewoldt (* um 1400 in Lübeck; † zwischen 1432 und 1440 ebenda), zweite Rektor der Rostocker Universität.
- Taleke[4] Brekewoldt (* 1385 in Lübeck; † vor 1428 ebenda), sie heiratete Fritz Grawert († 1449). Einer ihrer Söhne Fritz Grawert († 1476) wurde Schlosshauptmann auf Riepenburg.
- Cord Brekewoldt[2]